# Leucocidina de Panton-Valentine
É uma toxina denominado Panton-Valentine leucocidina (PVL). A PVL é codificada pelos genes lukF e lukS, e sua presença emisolados de S. aureus está associada à necrose teciduale destruição de leucócitos, por meio da formação deporos na membrana celular. A presença dessa exotoxina pode ser verificada com a pesquisa de genes específicos por reação em cadeia da polimerase (PCR).Reação Cadeira Polimerase.